# Hylaeus dolichocephalus
Hylaeus dolichocephalus är en biart som beskrevs av Morawitz 1876. Hylaeus dolichocephalus ingår i släktet citronbin, och familjen korttungebin. Inga underarter finns listade i Catalogue of Life.